# Национална снага
Национална снага је покрет који је основао бивши репрезентативни кошаркаш Србије, Владимир Штимац у новембру 2024. године.
Основна начела покрета су:
- Национално окупљање свих грађана
- Борба за српске националне интересе
- Социјална правда и владавина права
- Борба против корупције и крађе
- Обнова пољопривреде у Србији